# 216888 Sankovich
216888 Sankovich este un asteroid din centura principală de asteroizi.

## Descriere
216888 Sankovich este un asteroid din centura principală de asteroizi. A fost descoperit pe 2 noiembrie 2008 la Zelenchukskaya Station de Timur V. Kryachko. Asteroidul prezintă o orbită caracterizată de o semiaxă mare de 2,63 ua, o excentricitate de 0,24 și o înclinație de 12,1° în raport cu ecliptica.